# Elektrische Energieversorgung auf Yachten
Für die elektrische Energieversorgung auf Yachten ist ein Bordnetz vergleichbar mit demjenigen in Personen- oder Lastkraftwagen verantwortlich. Die elektrische Energieversorgung auf Berufsschiffen ist demgegenüber wesentlich komplexer und leistungsfähiger ausgelegt.

## Rahmenbedingungen
Während bei Motorbooten wenigstens während der Fahrt immer die Maschine mit einer angeschlossenen Lichtmaschine für die Stromversorgung verfügbar ist, müssen Segelyachten über weite Strecken ganz ohne Energieversorgung aus der Hauptmaschine auskommen. Während des Segelns werden die elektrischen Verbraucher über Akkumulatoren gespeist. Je luxuriöser die Yacht eingerichtet ist, desto höher ist der Stromverbrauch. Im Minimum müssen während der Fahrt die Navigationsausrüstung (GPS, Kartenplotter, Windmessanlage), das Funkgerät, sowie nachts die Lichter mit Energie versorgt werden. Elektrische Winschen, Druckwasserpumpen, Autopiloten und Kühlschränke sind heute auf seegehenden Yachten verbreitet, verbrauchen aber eine Menge Energie.
Bei Sportbooten steht die Entspannung oft im Vordergrund. Dabei sind dauernde Motorengeräusche und -abgase störend, insbesondere auch vor Anker oder in Häfen. Aus Gründen des Umweltschutzes und zur Vermeidung nächtlichen Lärms in Marinas, in denen während der Saison viele Leute auf ihren Booten übernachten, ist es dort oftmals verboten, die Maschine länger als unbedingt nötig laufen zu lassen. Mindestens der Kühlschrank muss auch bei festgemachtem Schiff betrieben werden können, sonst verderben gerade im Sommer die Lebensmittel schnell. Es ist daher essenziell, dass die Stromversorgung auch ohne den Betrieb des Verbrennungsmotors längere Zeit aufrechterhalten werden kann.

## Möglichkeiten der Stromerzeugung auf Segelyachten

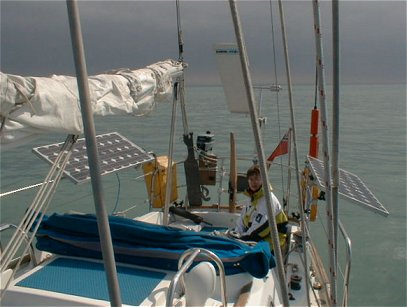
Solarzellen an der Reling einer seegehenden Yacht

Werden jeweils nur Tagesetappen gesegelt, können die Batterien meistens in den Häfen mit Landstrom wieder aufgeladen werden (siehe unten). Es ist unterwegs möglich, den Schiffsdiesel einige Stunden am Tag mitlaufen zu lassen, um die Batterien zu laden. Segelboote haben eine im Vergleich zu ihrer grundsätzlich unbegrenzten Reichweite begrenzte Kapazität für Treibstoff, so dass dies auf weiten Strecken nur begrenzt möglich ist – zudem könnte der Betrieb des Diesels bei größerer Krängung diesem schaden, weil dann die Schmierung aussetzt. Boote, die weite Strecken autark zurücklegen möchten, sind deshalb häufig mit mindestens einem weiteren System zur Energieerzeugung ausgestattet.

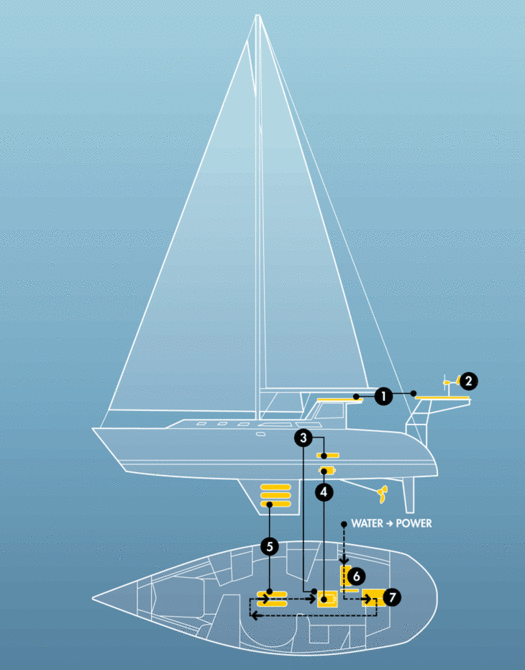
Schema eines Bootes mit alternativen Energiequellen: 1) Solarzellen 2) Windgenerator 3) Brennstoffzelle 4) Hydrogenerator an der Motorenwelle 5) Wasserstoffspeicher 6) Wassertanks 7) Elektrolyseapparat

Es kommen als alternative Stromquellen in Frage:
- Solarmodule – insbesondere in den bei Seglern beliebten wärmeren Regionen sehr effizient. Sie arbeiten geräuschlos. Sie benötigen aber eine signifikante Fläche, um in der Energiebilanz einen spürbaren Unterschied zu machen. Solarmodule funktionieren nur tagsüber, daher wird eine signifikante Batteriekapazität benötigt, um Nachtfahrten zu ermöglichen, gerade weil nachts mit den Lichtern und eventuell dem Radar mehr Strom benötigt wird als am Tag.
- Windgeneratoren – auf Fahrtenyachten sehr beliebt, da Wind zum Segeln sowieso benötigt wird. Diese funktionieren auch nachts, bei tiefem Sonnenstand in hohen Breiten und vor Anker, sind aber häufig relativ laut und ihre Leistung (50 bis 100 Watt) ist in der Regel gering.
- Hydrogeneratoren – besonders auf Hochleistungs-Rennyachten verbreitet. Hydrogeneratoren sind vergleichbar mit Windgeneratoren, die ins Wasser gesteckt werden. Sie verwenden die Bootsgeschwindigkeit zur Energieerzeugung. Alternativ kann ein Hydrogenerator auch direkt an die Welle der Bootsschraube angeschlossen sein. Nachteilig ist die relativ komplizierte Installation sowie die Tatsache, dass sie unterhalb einer Mindestgeschwindigkeit nicht funktionieren.
- Brennstoffzellen arbeiten leise. Direktmethanolbrennstoffzellen werden mit einem Methanol-Wasser-Gemisch betrieben, das in Kanistern gehandelt wird.

Häufig verwenden Blauwassersegler eine Kombination der hier aufgelisteten Möglichkeiten, die sich dann gegenseitig ergänzen können.

## Technische Umsetzung
Auf Sportbooten sind 12-V-Bordnetze üblich, bei größeren Booten teilweise auch 24 V. Dadurch können Komponenten aus dem Kfz-Bereich verbaut werden, was Kosten spart. So sind etwa Radiogeräte oder viele Leuchtmittel baugleich wie in Autos.

Elektrisches System einer einfachen Segelyacht

Batterietrennschalter. Der rote Griff kann abgenommen werden und dient oft gleichzeitig als Zündschlüssel

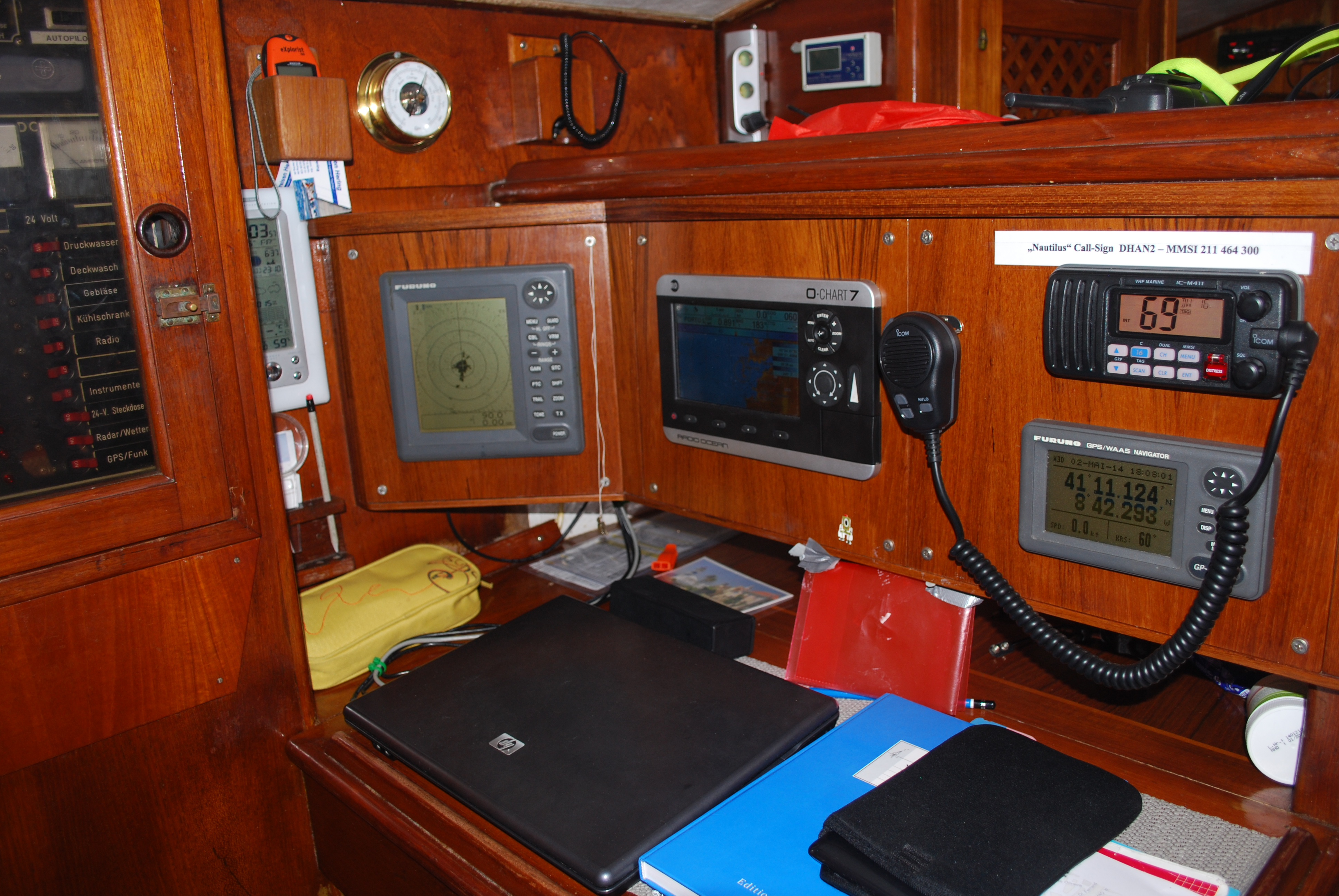
Navigationsecke einer Hochseeyacht. Links die Stromverteilung, rechts verschiedene Navigationshilfsmittel. Aufs Bild klicken für Details

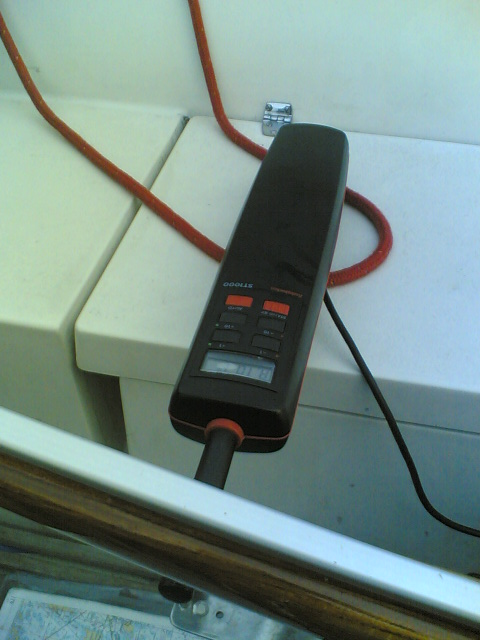
„Elektronischer Rudergänger“ für kleine Yachten: Autopilot an einer Pinne

Nebenstehendes Bild zeigt schematisch das elektrische System einer einfachen Segelyacht. Im Zentrum der Energieversorgung steht die Hauptmaschine mit der Lichtmaschine und die Akkumulatoren. In der Regel sind zwei Batteriebänke (eigentlich immer Akkumulatoren, umgangssprachlich spricht man dennoch von Batterien) vorhanden, einen mit geringerer Kapazität ausschließlich zum Starten des Motors und einer für alle übrigen Verbraucher. Da die beiden Batteriebänke durch eine Schaltdiode getrennt sind, ist sichergestellt, dass auch nach einer kompletten Entladung der Verbraucherbatterien, etwa wegen eines vergessenen Lichtes, die Maschine noch gestartet werden kann (Sicherheitsaspekt!). Die Batterien können einzeln mit einem Batteriehauptschalter abgetrennt werden, um eine unberechtigte Wegfahrt zu unterbinden oder bei einem Kurzschluss weitere Schäden oder ein Feuer zu verhindern. Als Akkumulatoren werden meistens AGM- oder Blei-Gel-Akkumulatoren verwendet, weil sie lageunabhängig funktionieren, keine explosionsgefährdenden Gase bilden und auch eine Tiefentladung überstehen. Lithium-Ionen-Akkumulatoren als 1:1 Ersatz für alte AGM-Batterien, die auch gleich das nötige Batteriemanagementsystem mit eingebaut haben, sind mittlerweile (2020) erhältlich, allerdings sind sie noch sehr teuer. Ihr Vorteil ist eine wesentlich höhere Kapazität bei gleichem Gewicht.
Hellrot eingezeichnet sind die Hauptzufuhrleitungen zu den Batterien. Dies ist zum einen das dicke Kabel zum Anlassermotor der Maschine, das auf mehr als 100 Ampere ausgelegt sein muss mit der zugehörigen Rückleitung und zum anderen das Ladekabel der Lichtmaschine zu den Batterien und zur Ladetrenndiode für die Verbraucherbatterien. Dunkelrot eingezeichnet sind die deutlich dünneren Leitungen zu den einzelnen Verbrauchern, die über ein zentrales Schaltpanel ein- und ausgeschaltet werden können. Insbesondere die Innenbeleuchtung kann direkt an den Lampen nochmal individuell geschaltet werden. Das Schaltpanel einer Segelyacht befindet sich in der Regel in der Nähe des Navigationstisches, wo gleich daneben auch die wichtigsten elektronischen Hilfsmittel eingebaut sind; dazu zählen das Seefunkgerät und ein GPS-Empfänger. Im Gegensatz dazu befinden sich diese Schalter auf einer Motoryacht in Reichweite des Rudergängers.
Blau eingezeichnet sind Datenleitungen, diese können, je nach verwendeter Technik, als Bus oder als Sternschaltung ausgeführt sein. Verbreitet sind Kommunikationsstandards wie NMEA 0183 oder NMEA 2000. Der grün eingezeichnete Kabelstrang stellt die Motorsteuerung dar. Die meist analogen Signale (Schiffsdieselmotoren verwenden oft alte Technik) melden im Cockpit mittels Lämpchen und akustisch Probleme mit dem Motor, etwa eine Überhitzung oder fehlendes Kühlwasser. Die zum Blitzschutz zusätzlich erforderliche Schutzerdung aller metallischen Teile, insbesondere des Riggs, ist nicht eingezeichnet. Ebenfalls nicht eingezeichnet ist die Landstromversorgung. Mit einem Ladegerät können durch eine Landstromverbindung die Batterien wieder geladen werden.
| Nummer | Bezeichnung                                                           | Bemerkungen |
| ------ | --------------------------------------------------------------------- | --- |
| 1      | Maschine mit Alternator und Anlasser                                  | Schiffsdieselmotoren sind üblich, es können allerdings auch Außenbordmotoren elektrisch gestartet werden. |
| 2      | Motorstartbatterie                                                    | Dient lediglich zum Starten des Motors |
| 3      | Verbraucherbatterien                                                  | Eine Leistungsdiode verhindert, dass die Starterbatterie entleert wird, wenn Verbraucher nicht ausgeschaltet werden. Da die Hauptschalter in der Regel eingeschaltet bleiben, solange sich jemand an Bord befindet, könnte das häufiger zu Problemen führen als im Auto                                                                    |
| 4      | Kühlschrank                                                           | Verwendet in der Regel wie Kühlschränke in Häusern Kompressorkühlung, weil diese effizienter ist als eine Kühlung über die deutlich billigeren Peltier-Elemente. |
| 5      | Geber für Logge und Echolot                                           | Die Messsonde für die Logge sitzt im Vorschiff vor dem Kiel und misst die Bootsgeschwindigkeit. Die Ultraschall-Messeinheit für den Tiefenmesser ist heute oft im selben Gerät integriert. |
| 6      | Kabinenbeleuchtung                                                    | Deckenlampen in allen Kabinen, diese können mit Schaltern an den Lampen selber einzeln geschaltet werden. |
| 7      | Buglicht(er)                                                          | Zweifarbenlaterne am Bug oder zwei Einfarbenlaternen knapp dahinter |
| 8      | Dampfer- oder Toplicht                                                | Das sogenannte „Dampferlicht“ für Maschinenfahrt befindet sich auf etwa 2 m Höhe am Mast |
| 9      | Windmesser                                                            | Im Masttop findet sich der Messgeber für die Windgeschwindigkeit und die (scheinbare) Windrichtung |
| 10     | Ankerlicht                                                            | Das Ankerlicht befindet sich auf der Mastspitze |
| 11     | UKW-Seefunkgerät                                                      | Das Seefunkgerät befindet sich beim Navigationstisch. Es ist mit einem GPS-Empfänger verbunden, damit bei einem DSC-Notalarm die aktuelle Position gleich mitübertragen werden kann. Die zugehörige Sendeantenne befindet sich auf der Mastspitze.                                                                                         |
| 12     | Elektroverteilung (enthält Schalter für jeden Stromkreis)             | Zentrale Schaltstelle für alle Stromkreise. Enthält auch die Sicherungsautomaten für die Stromkreise (oder in älteren Schiffen Schmelzsicherungen dafür). |
| 13     | Navigationsanzeigen (Plotter, Geschwindigkeit, Windrichtung, Tiefe …) | Im Cockpit, gut ablesbar für den Rudergänger, befinden sich Anzeigen für die Navigation. Darunter die Anzeige vom Windmessgerät (Windstärke und Richtung), die Geschwindigkeit durchs Wasser sowie heute oft auch ein Kartenplotter. Je nach Ausbaustufe finden sich diese Geräte sowohl im Cockpit als auch unter Deck für den Navigator. |
| 14     | Autopilot; auf dieser kleinen Yacht ein Pinnenpilot.                  | Autopiloten können der Crew viel Arbeit abnehmen, verbrauchen unter Umständen aber erheblich Strom. |
| 15     | Hecklicht                                                             | Das weiße Hecklicht wird gemeinsam mit dem Buglicht ein- oder ausgeschaltet. |
| 16     | Maschinensteuerung und -anzeige                                       | Beim Steuerrad findet sich die Bedienung für den Motor sowie der Gashebel. |

Für sehr moderne Yachten sind auch Systeme verfügbar, die sämtliche elektrischen Verbraucher über ein Bussystem steuern. Etwa die Lichter können dann an jedem Anzeigegerät im Schiff (z. B. am Plotter im Cockpit und am Navigationstisch) ein- und ausgeschaltet werden. Dadurch sinkt insgesamt die Zahl der Kabel, die einzeln verlegt werden müssen, es steigt aber der technische Aufwand bezüglich der Software und bei nötigen Wartungs- oder Umbauarbeiten.

## Energieversorgung im Hafen
Damit in Marinas für Sportboote die Batterien aufgeladen und Boote auch längere Zeit liegen können, ohne dass der Kühlschrank ausfällt, gehören Landanschluss-Steckdosen zum Standardangebot. Auf den Stegen sind in regelmäßigen Abständen 230-V-Steckdosen (meist mit sogenannten Caravan-Steckern) angebracht, an die man das mitgeführte Ladegerät des Bootes mit einem eigenen Kabel anschließt. Dadurch können die Schiffsbatterien wieder aufgeladen werden, ohne dass die Maschine laufen muss.